# Garhanga
Garhanga ou Garanga est une localité et une commune rurale du Niger, du département de Kéita, région de Tahoua.

## Géographie
Garhanga est située à 36 km au sud du chef-lieu départemental Kéita.  
| Tamaské | Kéita    | Ibohamane |
| Tamaské | Garhanga | Tabotaki  |
|         | Allakaye | Déoulé    |

## Histoire
La commune rurale de Garhanga instaurée en 2002 est issue du canton de Garhanga. 

## Population
Lors du recensement général de 2012, la population communale est relevée à 69 712 habitants. La localité compte 5 586 habitants en 2012.

## Services et infrastructures
- Centre de Santé Intégré (CSI) à Garhanga, Fararatt Baba, Grado Nord et Laba,
- Collège d'enseignement général (CEG) à Garhanga, Laba,
- Centre de formation des métiers (CFM) à Guidan Dan Gouari et Laba.